# Burgstall Neuhof (Taunusstein)
Der Burgstall Neuhof ist eine abgegangene Burg im Taunussteiner Stadtteil Neuhof im Rheingau-Taunus-Kreis in Hessen.

## Beschreibung
Die von den Grafen von Nassau, vermutlich als burgartig befestigter Hof, erbaute Burg wurde erstmals 1167 erwähnt, 
1564 wird sie mit der Übergabe als Burg und Dorf Neuhof von Graf Philipp II. von Nassau-Idstein an seinem Bruder Balthasar genannt,
im Dreißigjährigen Krieg zerstört und 1708 auf dem Burgstall, der heute keine Reste mehr zeigt, ein neues Wohnhaus erbaut.
Vermutlich diente die Burg der Festigung nassauischer Herrschaftsstrukturen und der Kontrolle der Straßen von Wiesbaden nach Limburg, die heutige Bundesstraße 417, und der heutigen B 275 von Idstein nach Bad Schwalbach.
Nach Vogel nahm die Burg die Stelle des 1643 erbauten Posthauses ein, das 1843 noch immer „Burg“ genannt wurde. Nach der Neuhofer Chronik eher im Gelände der späteren Anwesen Bienzle und Klink.
Heute befindet sich an der Stelle der Burg das Hotel „Zur Burg“.